# Chalisti
Die Chalisti war das erste deutschsprachige elektronische Magazin. Es erschien am 26. September 1989 zum ersten Mal und wurde unregelmäßig bis zur 22. Ausgabe vom 3. Oktober 1993 herausgegeben. Der Name nimmt Bezug auf den Apfel mit der Inschrift „Kallisti“ („der Schönsten“), den die griechische Göttin des Chaos und der Zwietracht Eris in eine Runde zwischen Hera, Athene und Aphrodite warf und damit einen Streit auslöste. Die Verfremdung des Namens zu „Chalisti“ sollte die stärkere Nähe zum Begriff des „Chaos“ statt zum Begriff der „Zwietracht“ verdeutlichen.
Die Chalisti wurde vom Chaos Computer Club (CCC) herausgegeben. Die Redaktion befand sich in Oldenburg (Niedersachsen, Deutschland) und wurde neben der „Datenschleuder“ zu einem wichtigen Publikationsmedium für Aktive im CCC. Inhaltlich befasste es sich mit Themen wie Computernetze, Datenschutz, Datensicherheit, Betriebssysteme und Netzpolitik. Primär wurde der Inhalt von freien Autoren beigesteuert, außerdem auch von der Redaktion, die Beiträge aus den Computernetzen aufgriff und verarbeitete. Die Redaktion berichtete außerdem regelmäßig vom Chaos Communication Congress und von der Messe CeBIT. Auch Beiträge der Schwester-Redaktion „Die Datenschleuder“ wurden genutzt.
Verbreitet wurde das Original-Magazin ausschließlich auf elektronischem Wege über EARN/BITNET, UUCP-basierten Netzen (Subnet, Dnet), Geonet, sowie den zu dieser Zeit auf dem Telefonnetz basierenden Mailbox-Netzwerken FidoNet, MausNet, Z-Netz und anderen Computernetzen. Dadurch waren Chalisti-Artikel immer wieder auch Grundlage für netzbasierte Diskussionen über die vom Magazin angestoßenen Themen.

## Zitate
Dem Impressum der Chalisti war ein abgewandeltes Zitat aus der historischen Präambel des Grundgesetzes vorangestellt, welches die Ziele des Magazins beschreiben sollte:

„Die gesamte Menschheit bleibt aufgefordert, in freier Selbstbestimmung die Einheit und Freiheit des globalen Dorfes zu vollenden.“